# 암컷

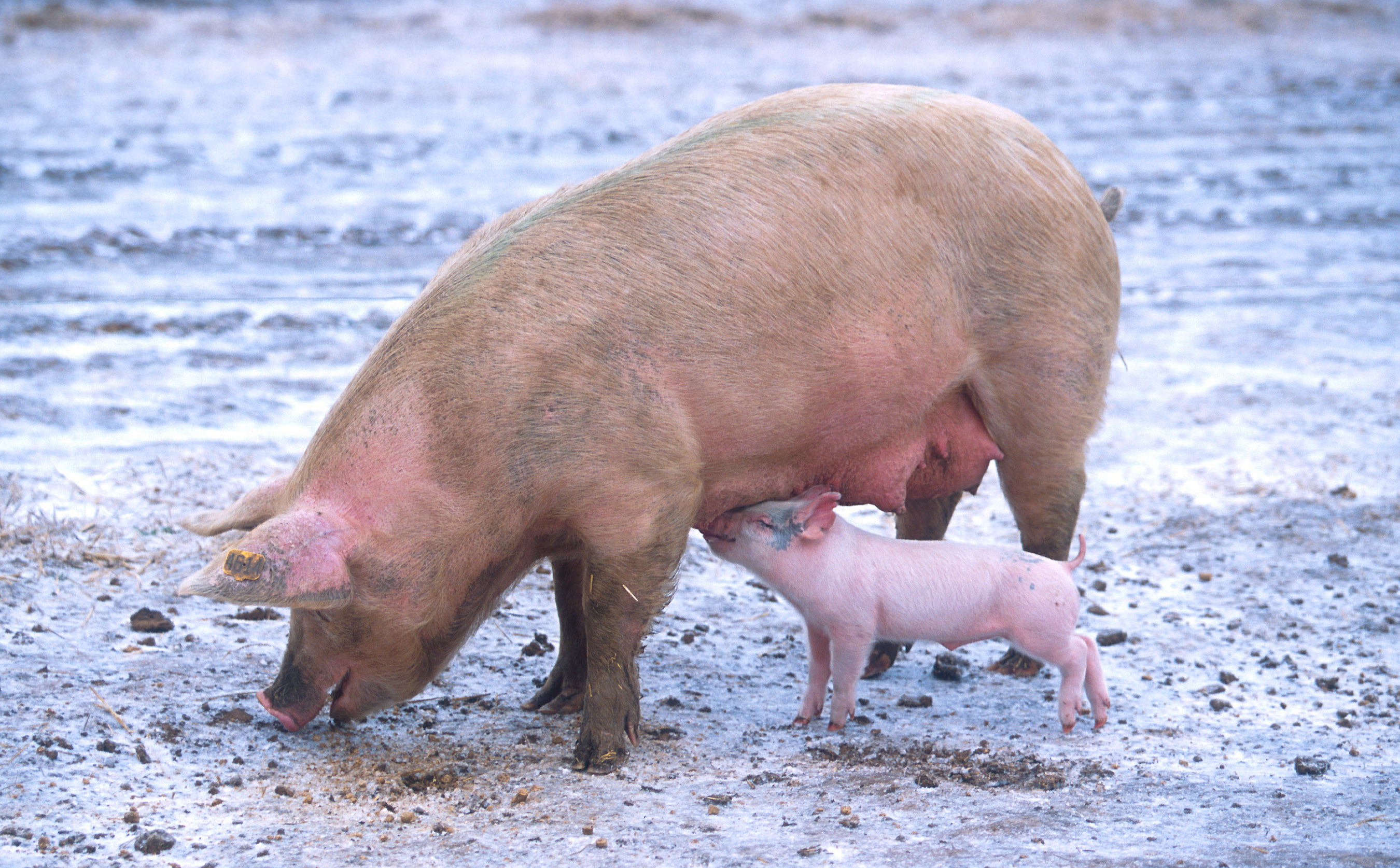

암컷은 수컷과 대비되는 동물의 성별로, 새끼나 알을 낳는 독립된 성별을 말한다.
주로 인간 이외의 동물을 가리킬 때에 사용되며, 인간의 여성에 상당한다.
기호로 손 거울을 본뜬 「♀」이 사용된다.

## 같이 보기
- 수컷
- 성별
- 남성
- 여성